# 萊克肖爾 (馬里蘭州)
萊克肖爾（英語：Lake Shore）是位於美國馬里蘭州安妮阿倫德爾縣的一個普查規定居民點。

## 人口
根據2020年美國人口普查的數據，萊克肖爾的面積為45.65平方千米，當中陸地面積為34.77平方千米，而水域面積為10.88平方千米。當地共有人口19551人，而人口密度為每平方千米428.28人。